# Wspólnota administracyjna Pastetten
Wspólnota administracyjna Pastetten – wspólnota administracyjna (niem. Verwaltungsgemeinschaft) w Niemczech, w kraju związkowym Bawaria, w rejencji Górna Bawaria, w regionie Monachium, w powiecie Erding. Siedziba wspólnoty znajduje się w miejscowości Pastetten.
Wspólnota administracyjna zrzesza dwie gminy wiejskie (Gemeinde): 
- Buch am Buchrain, 1 433 mieszkańców, 22,75 km²
- Pastetten, 2 505 mieszkańców, 22,08 km²